# Simoney
Flor Simoney Romero Lugo (Caracas, 8 de marzo de 1979), conocida por su nombre artístico como Simoney, es una cantautora, actriz y presentadora de televisión venezolana, nacionalizada chilena. Llegada a Chile para participar del Festival de Viña del Mar en 2003 donde fue finalista,alcanzó mayor reconocimiento en el país como participante del programa de talentos Rojo Fama Contrafama.
Como actriz, destaca su participación en Salty, película protagonizada por Antonio Banderas y dirigida por Simon West, así como también su actuación en la serie de Fox Sitiados y las teleseries Mujeres de Lujo, Matriarcas y Preciosas. Durante seis años coanimó Conecta2de TV Chile y condujo distintos programas de entretenimiento para el canal BangTV.

## Biografía

### Infancia
Simoney nació en Caracas, Venezuela, y creció junto a sus padres y hermano menor. Aprendió a cantar escuchando a su madre, quien siempre acompañaba a su padre en el violín. Desde los dos años cantaba sus primeras melodías y ya a los siete, actuaba en obras de teatro infantil, estudiaba ballet y recitaba poesías[cita requerida].

### Estudios
Durante su adolescencia, y bajo la influencia de su padre, Simoney hace un lado el arte para dedicarse a sus estudios. Cuando termina el colegio a los 15 años, comienza a trabajar para ayudar a su familia. Un año después entra a la Universidad Central de Venezuela donde recibe una beca por buenas calificaciones y se gradúa a los 21 años, como Comunicadora Social con Mención Honorífica “MAGNA CUM LAUDE”.

### Carrera Artística en Venezuela
Mientras estudiaba periodismo, Simoney retomó su veta artística. Se incorporó al Teatro Universitario y recibió clases de canto y composición. Después de graduarse, Simoney trabaja como periodista y cantante. Su horario iniciaba a las tres de la mañana en una agencia de noticias, luego trabajaba en la radio y al finalizar el día, cantaba como corista de la agrupación de reggae Negus Nagast.
En julio de 2002, después de grabar varias maquetas y no encontrar apoyo en ningún sello discográfico, Simoney ingresa a Estrellas de la Música, programa en el que destaca como una de las favoritas del público y gana el tercer lugar
Gracias a ese programa, José Miguel Velásquez, vocal entrenador y compositor de cantantes como Ricky Martín, Luis Fonsi y David Bisbal, elige a Simoney para interpretar su canción en el Festival Internacional de la Canción de Viña del Mar de 2003. Simoney obtiene el segundo lugar de la competencia y al año siguiente, participa como cantautora en el Primer Festival Iberoamericano de la Canción Latino-autor, realizado en Punta del Este, Uruguay.

### Carrera Artística en Chile
En el año 2005, a raíz del Festival de Viña, y con el apoyo de Peer Music Venezuela, Simoney a los 26 años viaja a Chile para participar en el programa Rojo Fama Contrafama de TVN, en su temporada Rojo Internacional. Allí obtuvo el cuarto lugar de esa competencia y se mantuvo como parte del Clan Rojo hasta finales de ese año, cuando fue eliminada de Rojo Final Internacional, final de año entre los finalistas de su competencia y Rojo Internacional II. A finales de 2006, regresa al programa para competir en el Símbolo Rojo III donde gana el primer lugar, ganándose el derecho de formar parte del Clan Rojo por todo el 2007 y lanza su primer disco homónimo.
En la misma casa televisiva canta para el estelar El baile en TVN (2007) y actúa en la teleserie Cómplices (2006) y el programa Pasiones (2007).
Tras su salida de Rojo en enero de 2008, Simoney es notera de Viña tiene festival y entrevista a Nelly Furtado. La cantante canadiense luego de conocer a Simoney y cantar con ella la canción Te busqué, la invita a ser su corista en el Festival de Viña del Mar 2008.
Luego de esta experiencia, Simoney se integra a Chilevisión por tres años como jurado de talentos del programa El Diario de Eva (2008-2010) y nuevamente incursiona en la actuación como "Jade" en la teleserie Mujeres de lujo (CHV 2010). 
Asimismo actuó durante tres años en una de las comedias teatrales más vistas del 2010 Descaradas y lanzó en el año 2011 su segundo disco Amar de más con 12 canciones de su autoría. Durante el año 2013 y 2014 fue vocalista del grupo español Amistades Peligrosas, realizando una exitosa gira por Chile, Perú y Colombia junto a Ella Baila Sola.

#### Animación de TV
En la animación, cabe destacar que trabajó durante seis años conduciendo junto a Jorge Hevia Conecta2 TV Chile (2010-2016).  Durante todo el 2014 fue la voz en off y notera del programa Más que 2 y desde 2010 a la actualidad[¿cuándo?], ha conducido varios programas para el canal BANG TV que transmite la señal de Claro para Latinoamérica.

#### Actuación
En la actuación, durante el año 2015 participó en la teleserie Matriarcas de TVN y la serie de Fox Internacional Sitiados. Durante el 2016, hizo el papel de “María Camila” en la teleserie Preciosas de Canal 13, obteniendo gran reconocimiento del público. A fines de 2016 participó en  Salty, película protagonizada por Antonio Banderas y dirigida por Simon West.

#### Música
En el año 2017 Simoney trabaja en su tercer disco en México, con el apoyo de Peer Music Venezuela y bajo la dirección de Manú Jalil,  productor musical de la cantante Mon Laferte. Su primer single promocional Somos más en poco tiempo ha logrado posicionarse en las principales radios chilenas. Con este single, Simoney muestra un lado más social en sus letras, criticando los estereotipos de belleza impuestos a la mujer. 
Durante 2019 promociona su álbum La misma fuerza, que fue producido junto a Manú Jalil, el mismo director musical de Mon Laferte.

## Discografía

### Álbumes de estudio
- Simoney (2006)
- Amar de más (2013)
- La misma fuerza (2019)

### Álbumes compilatorios
- Vol 1 & 2 (2015)

### Singles
- Sé (2007)
- Ven (2010)
- Me imagino (2012)
- Creer (2015)
- Somos más (2016)
- Dejaría (2017)
- Sí (2018)
- Corazón (2018)
- La misma fuerza (2019)
- Del amor al odio (2019)
- Amor sinvergüeza (2019)
- Castillo de naipes (2019)

## Programas de Televisión
| Año  | Programa               | Canal      |
| ---- | ---------------------- | ---------- |
| 2002 | Estrellas de la Música | Venevision |
| 2005 | Rojo Fama Contrafama   | TVN        |
| 2007 | El Baile en TVN        | TVN        |
| 2008 | Viña Tiene Festival    | TVN        |
| 2008 | El Diario de Eva       | CHV        |
| 2010 | Conecta2               | TV Chile   |
| 2012 | Todo Suena             | Bang TV    |
| 2014 | Más que 2              | TVN        |
| 2017 | Camino al éxito        | Bang TV    |

## Festivales
| Año  | Festival                                            | País    |
| ---- | --------------------------------------------------- | ------- |
| 2003 | Festiva de Viña del Mar (Competencia Internacional) | Chile   |
| 2003 | Festival LatinAutor de la Canción Iberoamericana    | Uruguay |
| 2005 | Festival de Viña del Mar (Competencia Folklórica)   | Chile   |

## Filmografía

### Telenovelas y series de televisión
| Series televisivas y Telenovelas | Series televisivas y Telenovelas | Series televisivas y Telenovelas    | Series televisivas y Telenovelas |
| Año                              | Teleserie                        | Personaje                           | Canal                            |
| -------------------------------- | -------------------------------- | ----------------------------------- | -------------------------------- |
| 2006                             | Cómplices                        | Flaviana / Cristina                 | TVN                              |
| 2010                             | Mujeres de lujo                  | Sonia Novoa / Jade                  | Chilevisión                      |
| 2015                             | Matriarcas                       | Marión Aránguiz "La Venezolana".    | TVN                              |
| 2015                             | Sitiados                         | Inés                                | TVN                              |
| 2016                             | Preciosas                        | María Camila Pérez "La Perla Negra" | Canal 13                         |
| 2024                             | El Mujeriego                     | Antonella Alcántara                 | Canal 13                         |

## Premios y nominaciones
| Año  | Premio                   | Categoría                        | Trabajo | Resultado    |
| ---- | ------------------------ | -------------------------------- | ------- | ------------ |
| 2003 | Festival de Viña del Mar | Competencia género internacional | -       | Finalista    |
| 2005 | Festival de Viña del Mar | Competencia género folclórico    | -       | Participante |
| 2006 | Rojo, fama-contrafama    | Símbolo rojo                     | -       | Ganadora     |